# Dendritische cel

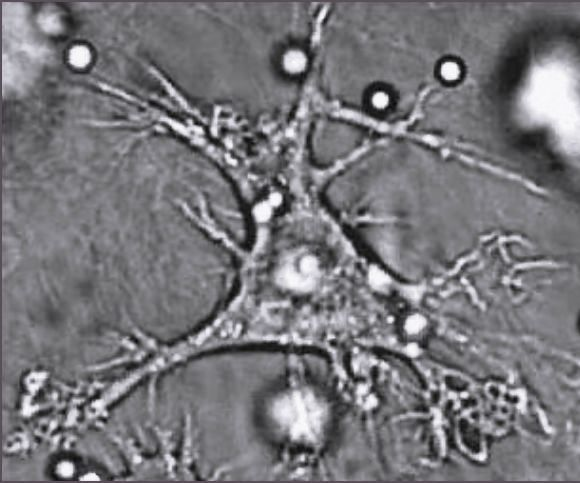
Een dendritische cel

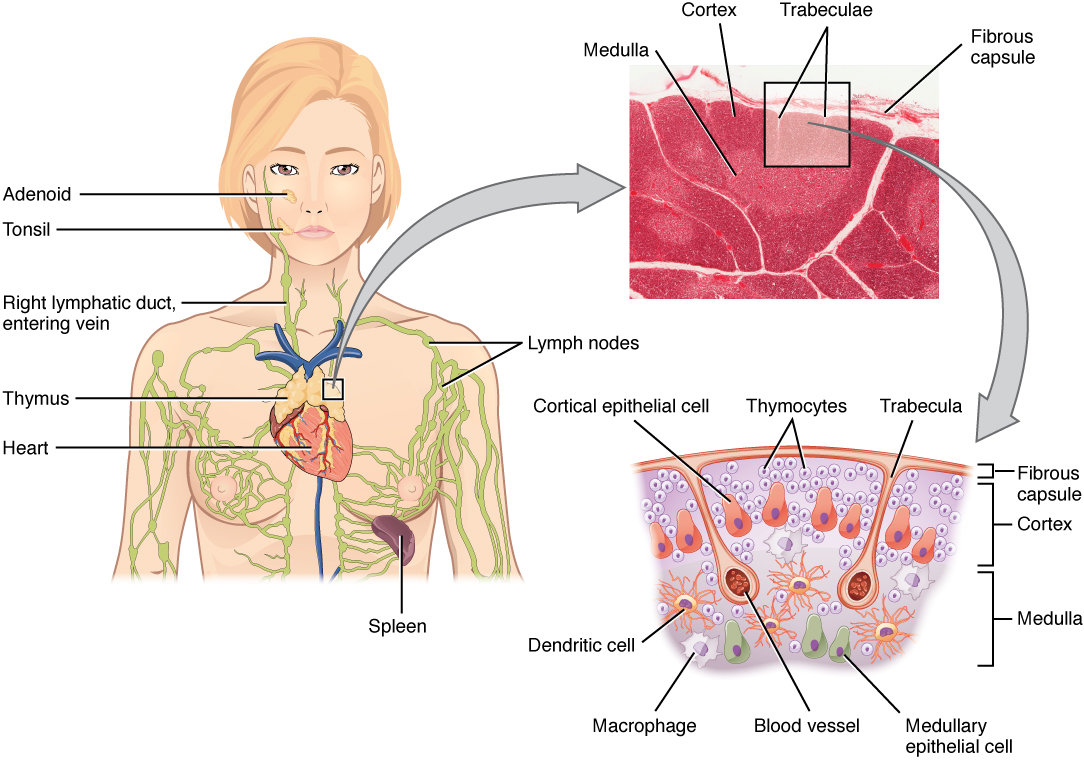
Thymus met dendritische cellen.

Dendritische cellen of dendrocyten zijn onderdeel van het immuunsysteem. Deze cellen moeten niet verward worden met dendrieten in de neurologie. Dendritische cellen hebben hun naam te danken aan de vertakte vorm die de cellen hebben.

## Functie
Dendritische cellen hebben in het menselijk lichaam twee taken.
1: Ten eerste zijn ze betrokken bij de eerste reactie van het lichaam op pathogenen (lichaamsvreemde stoffen/ziekteverwekkers). Zij controleren het lichaam voortdurend op de aanwezigheid van deze pathogenen. Ze liggen daarom op plaatsen waar pathogenen binnendringen, zoals huid (ze worden daar Langerhanscellen genoemd) en slijmvliezen. Zodra een dendritische cel een pathogeen tegenkomt zal hij geactiveerd worden en vervolgens cytokines en chemokines maken die dit pathogeen onschadelijk proberen te maken.
2: Hun tweede taak volgt onmiddellijk op de eerste en is onderdeel van het adaptieve (verworven) immuunsysteem. Dendritische cellen hebben de eigenschap om pathogenen te kunnen opnemen en hun antigenen aan de buitenkant van hun celmembraan te presenteren. Daarom heten ze ook wel antigeen-presenterende cellen (APC's). Zodra ze een pathogeen hebben opgenomen migreren ze via lymfevaten naar de lymfeklieren (o.a. de thymus) waarin zij antigenen aanbieden aan naïeve CD4 T-cellen en CD8 T-cellen, waarna deze prolifereren in volwassen T-helpercellen. Dendritische cellen spelen hierbij ook een rol in immuunregulatie waarbij T-cellen die autoreactief werken (en dus eigen weefsel aanvallen) apoptose ondergaan bij binding aan het antigeen wat lichaamseigen is (auto-antigeen).

## Populaties
Dendritische cellen worden opgedeeld in twee subpopulaties: conventionele dendritische cellen en plasmacytoide dendritische cellen.
Conventionele dendritische cellen bevinden zich in epitheel en maken bij activatie de ontstekingsmediatoren IL-6, IL-12 en TNF-alpha. Deze cellen spelen een rol bij de adaptieve immuunrespons.
Plasmacytoide dendritische cellen bevinden zich door het gehele lichaam als precursorcellen (voorlopercellen). Pas nadat ze geactiveerd worden nemen ze de dendritische vorm aan en maken vervolgens veel IFN-alpha. Hun eventuele rol in de adaptieve immuunrespons is onderwerp van wetenschappelijke discussie.